# Иоанн Магнус
Иоанн Магнус (лат. Johannes Magnus), латинизация настоящего имени — Юхан Монссон (швед. Johan Månsson; 19 марта 1488, Линчёпинг — 22 марта 1544, Рим) — католический архиепископ Упсальский и примас Швеции (1523—1531), богослов, историк и составитель генеалогий. Брат Олауса (Олафа) Магнуса, также известного католического деятеля и историка.

## Жизнь

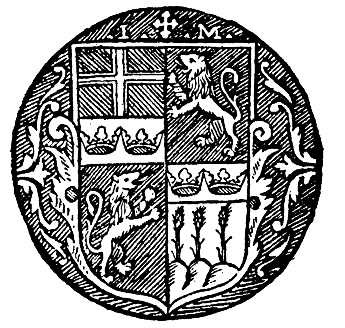
Архиепископская печать Иоанна Магнуса

Сын Монса Педерссона (Монссон — патроним), депутата риксдага от Линчёпинга. Претендовал на происхождение из аристократической семьи Стуре (Magnus является одновременно переводом имени Store — «большой»), но доказательств этого нет. В 1523 назначен королём Густавом I Вазой на упсальскую кафедру без папского разрешения (Климент VII счёл незаконным низложение за измену предыдущего архиепископа Густава Тролле). Через некоторое время Иоанн выступил против реформаторских планов короля и деятельности лютеранских проповедников Олауса и Лаврентия Петри. В 1526 Магнус ездил послом в Великое княжество Московское к Василию III, но в Швецию не вернулся. В 1531 году Густав Ваза назначил вместо него архиепископа-протестанта — Лаврентия Петри. В 1533 году папа признал низложение Тролле законным и рукоположил Иоанна Магнуса в архиепископы в Риме, но, так как Швеция в это время уже окончательно отложилась от Рима, Магнус остался в папской столице до конца жизни. После его смерти папа назначил формальным архиепископом Упсалы его брата Олауса (Олафа).

## Исторические сочинения

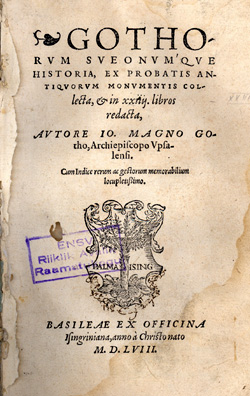
«История всех королей готов и шведов»

В Риме и Венеции епископ-эмигрант написал две книги: Historia de omnibus Gothorum Sueonumque regibus («История всех королей готов и шведов») и Historia metropolitanæ ecclesiæ Upsaliensis («История митрополии Упсальской»). Труды брата напечатал посмертно в Риме в 1564 году Олаус Магнус, посвятив их шведским принцам. Несмотря на то, что их писал настроенный оппозиционно к королю эмигрант, они были с энтузиазмом приняты в Швеции (в 1602 переведены на шведский язык) из-за их патриотизма и возвеличивания национальной истории. Кроме того, Магнус писал эти сочинения с расчётом на детей Густава Вазы, которые могли бы в принципе отменить его преобразования. В «Истории всех королей» очевидна неприязнь ко всему датскому, что также отвечало политической обстановке XVI в. Магнус утверждал, что первым королём шведов был Магог, якобы сын Иафета. Период до 1000 года у него изложен почти полностью на основе собственных вымыслов. Использует он также труды Иордана о готах и Саксона Грамматика о датчанах.
Как источник по древней истории Швеции труд Магнуса был разоблачён давно, однако один его вымысел до сих пор имеет серьёзные последствия. Дополнив список королей Швеции при помощи фантазии, Иоанн Магнус придумал 5 Эриков до Эрика Победоносного и 6 Карлов до Карла Сверкерссона. В результате сыновья Густава Вазы (в честь которых, по-видимому, эти правители, характеризуемые исключительно положительно, и были изобретены) царствовали под номерами Эрик XIV и Карл IX. Нумерации второго из них последовали все последующие Карлы. Так, Карл XII — на самом деле только шестой король Швеции с таким именем, а ныне царствующий Карл XVI Густав — только десятый.